# Rękoraj
Rękora (prononciation [rɛŋˈkɔrai̯]) est un village de la gmina de Moszczenica, du powiat de Piotrków, dans la voïvodie de Łódź, situé dans le centre de la Pologne.
Il se situe à environ 5 kilomètres à l'ouest de Moszczenica (siège de la gmina), 14 kilomètres au nord de Piotrków Trybunalski (siège du powiat) et 33 kilomètres au sud-est de Łódź (capitale de la voïvodie).
Le village comptait approximativement une population de 660 habitants en 2006.

## Administration
De 1975 à 1998, le village était attaché administrativement à l'ancienne voïvodie de Piotrków.
Depuis 1999, il fait partie de la nouvelle voïvodie de Łódź.